# 麗塔·亞克曼
麗塔·亞克曼（匈牙利語：Rita Ackermann，1968年4月19日—），出生於匈牙利，美籍匈牙利裔藝術家。她的画曾在美国，日本和欧洲的众多博物馆和画廊展览中展出。

## 生平
亞克曼出生於布達佩斯。亞克曼于1989年至1992年布达佩斯美术大学讀書，導師為畫家卡羅伊·克利莫卡羅伊·克利莫。1992年，亞克曼搬到紐約市，通過漢斯家族基金會進入紐約繪畫與雕塑學院進修。抵達紐約後，她將本名「麗塔·巴科斯」改為「麗塔·亞克曼」，紀念祖母的娘家姓。

## 職業生涯
1994年，新博物館（The New Museum）委託亞克曼創作了名為《我們是誰？我們從哪裡來？》的仿製彩色玻璃窗。同年，她在紐約安德烈亞·羅森畫廊舉辦了首次個展，藝評家基斯·西沃德（Keith Seward）在《Artforum》雜誌評論了這次展覽。1999年，亞克曼在紐約瑞士學院舉辦了首次機構展。2002年，她在荷蘭的場域博物館（Museum Het Domein）舉辦了《八月的飄雪》個展，展出畫作、拼貼和紙上作品。2006年到2008年，亞克曼專心創作拼貼藝術，創作了一系列將作品夾在兩片垂直有機玻璃板之間的作品。她也參加了2008年的惠特尼雙年展。2011年，亞克曼與電影製片人哈蒙尼·科里尼合作的作品《暗影遊戲》（Shadow Fux）在紐約瑞士學院展出。同年，亞克曼在布達佩斯的路德維希當代藝術博物館舉辦了重要回顧展，展覽名為《巴科斯》（BAKOS）。

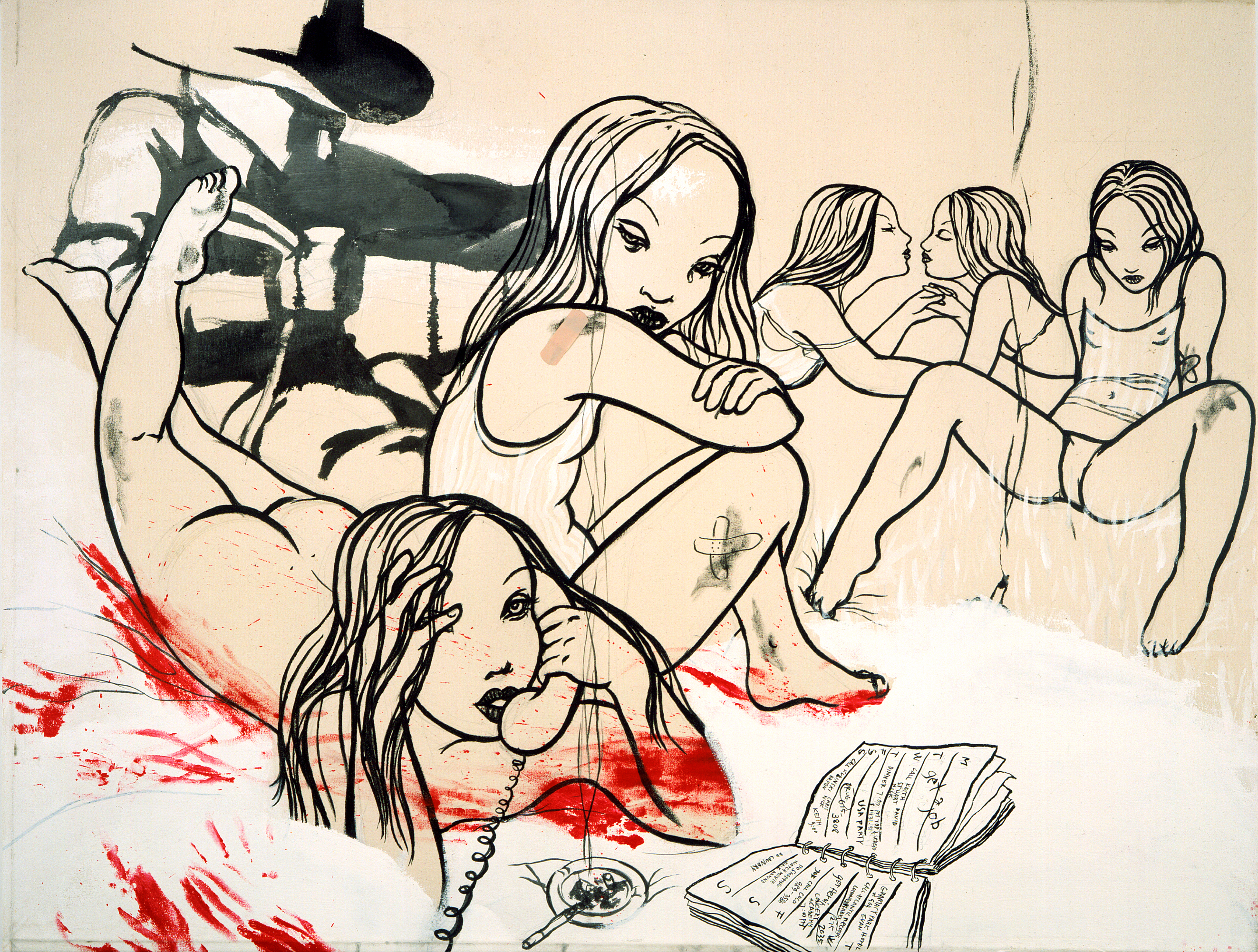
1993年作品《找個工作》（Get a Job）

2012年，亞克曼在北邁阿密當代藝術博物館（Museum of Contemporary Art）舉辦回顧展，策展者為邦妮·克利爾華特（Bonnie Clearwater），展出了1993年至2012年的畫作、素描和拼貼作品。2014年，亞克曼在奧地利弗里德里希霍夫收藏館舉辦了黑板畫展《暴力冥想》（Meditation on Violence），展現她挑戰繪畫界限的成果。2016年，亞克曼在瑞典馬爾默藝術廳舉辦了《消失的美學》（The Aesthetic of Disappearance）藝術家黑板畫回顧展。2018年，亞克曼在米蘭三年展（La Triennale di Milano）舉辦了《運動如紀念碑》（Movements as Monuments）黑板畫作品回顧展。
2019年，亞克曼開始創作她的《媽媽》（Mama）系列。2023年3月，亞克曼的《媽媽》繪畫系列與她於1993年至1996年間創作的素描、繪畫一同於MASI Lugano的展覽《隱藏》（HIDDEN）展出。

## 作品風格
亞克曼的繪畫筆觸濃重、色彩豐厚。亞克曼創作的主要主題為女性和人類的姿態，經常描繪類似小仙子的形象，有著童話色彩並且探討青少年的厭倦感和情感。亞克曼對於傳統藝術界的觀念、標準不感興趣，作品更靠近流行文化、城市文化和街頭藝術等非傳統藝術元素，這些元素也常常反映在她的作品當中。整體而言，亞克曼的作品風格具有獨特的視覺語言，同時探索著人性、身體性以及性別議題。